# Dance to the Duke!
Dance to the Duke! è un album discografico del musicista e compositore jazz Duke Ellington, pubblicato su etichetta Capitol Records nel 1954.
Il disco non è mai stato ristampato in formato CD ma tutte le tracce sull'album sono state incluse in The Complete Capitol Recordings of Duke Ellington pubblicato dalla Mosaic Records nel 1995.

## Tracce
Testi e musiche di Duke Ellington tranne dove indicato diversamente..
1. C Jam Blues – 4:52
2. Orson – 2:37 (Ellington, Billy Strayhorn)
3. Caravan – 4:32 (Juan Tizol)
4. Kinda Dukish – 2:32
5. Bakiff – 5:48
6. Frivolous Bantha – 2:39 (Rick Henderson)
7. Things Ain't What They Used To Be – 6:22 (Mercer Ellington)
8. Night Time – 2:53 (Ellington, Strayhorn)

## Formazione
- Duke Ellington – pianoforte
- Cat Anderson, Willie Cook, Ray Nance, Clark Terry, Gerald Wilson (tracce 1 & 5) – tromba
- Quentin Jackson, George Jean (tracce 6-8), Juan Tizol (traccia 2), Britt Woodman – trombone
- John Sanders – trombone a pistoni (tracce 1, 3 & 5)
- Russell Procope – sax alto, clarinetto
- Rick Henderson – sax alto
- Paul Gonsalves – sax tenore
- Jimmy Hamilton – clarinetto, sax tenore
- Harry Carney – sax baritono, clarinetto basso
- Wendell Marshall (tracce 1, 2, & 4-8), Oscar Pettiford (traccia 3) – contrabbasso
- Butch Ballard (traccia 2), Dave Black – batteria (tracce 1 & 3-8)
- Ralph Collier – conga (tracce 1 & 5)
- Frank Rollo – bongos (traccia 3)